# Адріан (мультсеріал)
«Адріан» (італ. «Adrian») — італійський пригодницько-фантастичний телевізійний мультсеріал 2019 року співака та кіноактора Адріано Челентано.
Проект мультсеріалу виник ще 2009 року. Планувалося, що він з'явиться на телеканалі «Sky», а працюватимуть над ним Вінченцо Черамі як сценарист, Міло Манара як художник і Нікола Пйовані як композитор. Разом з Челентано у створенні мультсеріалу взяли участь і учні школи письменницької майстерності «Холден» Алессандро Барікко.
«Адріан», створений студією «Clan Celentano» під керівництвом Клаудії Морі, є результатом довгої праці, що тривала більше 10 років: серіал довго не оголошувався, він спочатку призначався для телемережі «Sky», його випуск неодноразово відкладався через суперечки між «Clan Celentano» і виробничими компаніями, обраними для реалізації мультфільму, що підштовхнуло «Sky» до розриву контракту з «Clan Celentano» у 2012 році через постійні відстрочки випуску проекту. У 2015 році телекомпанія «Mediaset» відновила підготовку серіалу до випуску, його реалізація часто пропускалася через дуже великий бюджет (близько 28 мільйонів євро), а потім, 25 січня 2019 року, нарешті, відбулася його прем'єра на «Canale 5». З першого по четвертий епізод, мультсеріалу також передувало живе телешоу «Чекаючи на Адріана» з Театру «Кемплой» у Вероні за участю самого Челентано і різних коміків італійського шоу-бізнесу.
Челентано присвятив мультфільм своєму племіннику Джино Сантерколе, який помер у 2018 році. Анімацію мультфільму створювали більше тисячі дизайнерів, розкиданих по трьох континентах (Азія, Африка і Європа), художнє керівництво над якими очолив Міло Манара, він включає понад 10 000 сцен. Серіал спочатку складався з 26 епізодів тривалістю близько 22 хвилин кожен, які потім були згуртовані в 9 епізодів, тривалістю в 55-70 хвилин, трансляція яких проводилася протягом дев'яти вечорів.
25 січня 2019 року вийшов альбом-збірка на двох дисках «Adrian». На першому диску містилися деякі найвідоміші хіти Челентано з новим аранжуванням, на другому — інструментальні композиції-саундтреки до мультсеріалу, складені Ніколою Пйовані. Буклет альбому створений за дизайном Міло Манари.
Після виходу в ефір перших 4 епізодів мультфільму, його трансляцію було спочатку призупинено на 2 тижні, офіційно через «сезонну хворобу» Челентано. Проте 26 лютого «Mediaset» оголосили, що припинення трансляції триватиме до осені 2019 року, знову ж таки, через «стан здоров'я» Челентано, що викликало спекуляції в ЗМІ, які вважали що перерва відбулася через провал мультсеріалу серед телеаудиторії. З 7 листопада до 5 грудня 2019 року була показана решта п'яти епізодів «Адріана» та модифікованого супровідного йому телешоу зі зміненою назвою «Адріан наживо — ця історія...», але рейтинги телепереглядів цих трансляцій були все такими ж провальними.

## Сюжет
Події мультсеріалу розгортаються 2068 року, а головним героєм є зовні подібний на Адріано Челентано годинникар Адріан з «вулиці Глюка». Серіал є своєрідним політичним маніфестом сучасної реальності. На тлі історії кохання Адріана та Джильди, перед глядачем постає похмура нівелююча антиутопія. У сюжеті піднімаються такі питання, як насильство по відношенню до жінок, імміграція, боротьба з забрудненням навколишнього середовища, нерівність і соціальна несправедливість.
Серіал починається з того, що поліція арештовує сім'ю за звинуваченням у крадіжці. Двоє агентів блокують Адріана, який там опинився випадково, потім ставлять йому кілька запитань, але годинникар відмовляється відповідати. Згодом, напередодні Нового року, посеред концерту зірки Джонні Сільвера, Адріан з'являється на сцені та співає протягом 15 хвилин: він представлений як «годинникар» і виступає з піснею під назвою «I want to know», отримавши величезний успіх серед громадськості. У кінці концерту Адріану вдається втекти від агентів поліції, він зникає, і ніхто не знає, як він виглядає насправді, тож навіть можновладці починають його розшукувати, оскільки остерігаються з його боку можливої підривної діяльності щодо існуючого суспільного порядку. Але, фактично, поки розгортається справжнє полювання на людину, а за корисну інформацію, яка допоможе затримати «годинникаря», пропонують мільйон євро, невідомий співак і його пісня стають символом народного повстання, яке починає зароджуватися.
Згодом Адріан, який втомився від ситуації, коли він постійно має ховатися, вирішив укласти з агентами угоду та з'явитися на людях в іншому вигляді (тобто зі зміненою зовнішністю: біла перука, сонцезахисні окуляри, накладний ніс) під іменем Даріан (часом його також називають «Благословенний»), намагаючись переконати все місто, зокрема і Джильду, що годинникар саме так і виглядає. Протягом серіалу Адріан перевдягається в Лиса (дуже схожого на Зорро з телесеріалу 1950-х років), уособлюючи таким чином замаскованого борця за справедливість, який поборює злочинців, вдаючись до стилю боротьби, що нагадує танець.
Зростаюча ворожнеча між Адріаном та Дрангенштейном стає лейтмотивом серіалу. Як інь і ян або як дві сторони однієї медалі, вони обоє виховувалися в тому самому додзьо, яким керували дві сестри Анідрід і Карбоніка, але Дрангенштейн з часом пішов звідти, бо хотів стати будівельним інженером та підприємцем з нерухомості — руйнуювати красу природи та італійської архітектури, займаючись продажем своїх хмарочосів. Натомість Адріан, який поступався за здібностями Дрангенштейну, обрав спокійне й скромне життя, залишившись разом з обома сестрами та захищаючи красу.
Оскільки Дрангенштейн не знає, що Даріан (бефана) завжди був його суперником, він змушує уряд вдаватися до дедалі радикальніших заходів, щоб схопити і ув'язнити його: спершу його ув'язнюють у тюрмі з максимальними заходами безпеки, з якої Адріан тікає, але змушений повідомити про свою справжню ідентичність Джильді. Потім його звинувачують у серії терористичних замахів, якими він нібито хотів підтримати спроби бунту мера Мілана, який сприяв революції Даріана. В ході останнього з цих замахів голова уряду не витримує і намагається разом з Адріаном перешкодити руйнуванню початкової школи разом з малими учнями. Щоб уникнути бійні Джонні Сільвер жертвує собою і знешкоджує бомбу, при цьому Адріан зазнає серйозного поранення. Джильда вважає, що Адріан загинув, і займає його місце, але потрапляє в полон до Дрангенштейна, який погрожуючи їй та її друзям, провокує її на фінальний двобій, щоб помститися за минуле та остаточно захопити владу в Італії. Адріан тріумфує й відкриває перед Джильдою свою ідентичність «лиса». Провокуючи грозу з блискавками, він перетворює Дрангенштейна на кам'яну статую. Джильда, як втілення краси світу в жіночій подобі, використовує частину могутності Адріана, щоб зруйнувати будівлі, які спотворюють Італію.
Минають роки, і Мілан стає містом майбутнього, в якому сучасні й ізольовані квартали сусідствують з ідилічним раєм маленьких будиночків і хат. Зло ще досі існує, але добро має можливість процвітати, а старий і мудрий оповідач Марко, розповідає своїм онукам, що всі члени уряду засуджені до довічного ув'язнення за винятком голови уряду, який здобув свободу, за те, що допоміг Адріанові. І хоча всі учасники цієї історії постаріли, Адріан залишається вічно молодим і сильним і завжди буде приглядати за красою.
Виглядаючи з вікна, Адріана вітають три його втілення: Адріан, Лис і Даріан, а сам Адріан радісно йде назустріч призахідному сонцю.

## Персонажі
- Адріан: дуже кмітливий і врівноважений годинникар, закоханий в Джильду. Має багато різних таємних ідентичностей, серед яких Лис і Даріан. В молодості він був талановитим студентом бойових мистецтв, компаньйоном Дрангенштейна і учнем Анідрід і Карбоніки: коли Дрангенштейн пішов іншим шляхом з серцем, повним жадібності, Адріан вибрав просте життя, почитаючи і допомагаючи своєму сенсею. Озвучив Адріано Челентано.
- Джильда: дівчина Адріана, яку він дуже кохає, з загадковим минулим, красива, чуттєва і смілива. Озвучила Емануела Россі.
- Анідрід і Карбоніка: дві старші сестри, яких Адріан називає «дівчатками». Карбоніка, дама з пурпуровою банданою, забуває про все, а Анідрід, дама з жовтою банданою, більше нічого не чує. Мудрі і безтурботні, вони втішають Адріана у важкі часи. Колись вони викладали бойові мистецтва Адріану і Дрангенштейну. Озвучили Джуліана Нанні і Грація Міньєко.
- Ведмідь і Вуглина: двоє найкращих агентів поліції. Їх шанують в народі за ляскіт ляпасів, допити й несподівані жарти. Після «виховання» Адріана вони все ж зберігають деякі свої кумедні й дивні риси. Озвучили Паскуале Ансельмо і Массімо Лодоло.
- Верховний комісар: шеф Ведмедя й Вуглини, переконаний, що народ треба захищати від нього самого будь-якими способами. Озвучив Роберто Педічіні.
- Голова уряду: у нього немає імені, його називають лише за посадою. Він усіма командує й боїться лише одного — Дрангештейна. Озвучив Марко Бальцаротті.
- Дрангештейн: його також називають «Il Dissanguatore», є ненажерливою і нещадною людиною, який відповідає за міжнародну мафію. Втілюючи свої плани він руйнує навколишнє середовище і суспільство. Колись він був найкращим учнем Анідрід і Карбоніки в додзьо бойових мистецтв, більш досвідченим, ніж сам Адріан, але він відхилився від нього через свою жадібність і злобу. Озвучив Клаудіо Монета.
- Джонні Сільвер: примхлива і самозакохана рок-зірка. На кожному зі своїх концертів він виводить людину, яка хоче співати, на сцену, щоб побалувати її 15 хвилинами слави. Озвучили: Руджеро Андреоцці (діалоги), Джуліано Санджорджі (спів).
- Арман Леталь: озвучив Алессандро Марія Д'Еріко.
- Начальник поліції: озвучив Джованні Баттедзато.
- Кардинал: озвучив Раффаеле Фаріна.
- Мер Мілану: ідеаліст і непідкупна людина, яка завжди знає, на чиїй стороні стояти, незважаючи на незграбність і похмурість. Озвучив Массімо Корво.
- Маргеріта: дівчина з коротким світлим волоссям, помічник мера, позитивна і оптимістична, його найвірніший союзник, який ніколи не покине його. Озвучила Патріція Сальмойрагі.
- Марко: чотирнадцятирічний комп'ютерний геній. Ідеаліст, впертий і бунтівний, він єдиний свідок початку революції. Озвучив Андреа Ольдані.
- Оскар: хронікер повсякденного видання «Verità Quotidiane», єдиний справді критичний до влади журналіст. Упертий і наполегливий, ніколи не напише жодного слова, якщо не перевірить факти. Озвучує Патріціо Прата.
- Рубен: озвучив Сімоне Д'Андреа.
- Буба: чорношкірий африканський хлопчик, мусульманин. У другому епізоді він отримав право залишитися після довгих років проживання в каналізаційних мережах Мілана. Озвучує Лука Гіньоне.
- Оповідач: голос Августо Ді Боно.

## Історія

### Створення
Ідея створення мультфільму з'явилася у Адріано Челентано ще у 2005 році, тоді навесні був оголошений його вихід на Різдво 2006 року. У проекті мали взяти участь Вінченцо Черамі і Паоло Конте, але в підсумку нічого не було зроблено.
Проект мультфільму під назвою «Адріан» офіційно стартував у 2009 році, коли студія «Clan Celentano» і телемережа платних каналів «Sky» уклали контракт на трансляцію серіалу з 26 епізодів у 2011 році, знятих з використанням 3D формату. В якості авансу, «Clan Celentano» заплатив 7 мільйонів євро «Sky» за трансляцію половини серій, а решту суми планувалося віддати після завершення трансляції, загальний бюджет склав 13 мільйонів євро. Для створення фільму були обрані: Майло Манара займався анімацією, Нікола Пйовані працював над музикою, а Вінченцо Черамі курував текстами, співпродюсером проекту також стала компанія «Cometa Film» Енцо Д'Ало. Однак, у 2010 році, «Clan Celentano» поставив під сумнів співпрацю з «Cometa Film», розірвавши контракт з Д'Ало: це призвело до запиту до «Sky» з вимогою надання однорічної відстрочки (з 2011-го на 2012 рік) на випуск проекту, виправдовуючи це його «складністю» та «інноваційністю», на що «Sky» дали згоду. Новим продюсером обрали компанію «Mondo TV», яка планувала довірити створення анімації студії «SEK», але у 2011 році остання заявила, що «вони були змушені, не по своїй волі, оголосити про розірвання контракту із виконання виробництва мультсеріалу з Clan Celentano». У підсумку, «Mondo TV» запросила 2 мільйони євро компенсації від «Clan Celentano». Потім створення мультсеріалу перейшло в Корею, але навіть тоді не вдалося досягти угоди.
У 2012 році, в результаті постійних скарг з боку «Sky», «Clan Celentano» знову зробив запит на додаткову відстрочку (з 2012-го по 2014 рік) на випуск проекту, або, як альтернативу, запропонував поділ трансляції у 2013 році перших 13 епізодів, а наступну половину транслювати на початку 2014 року, але «Sky» відреагували виключенням мультсеріалу «Адріан» з програми і проханням розірвати договір за невиконання взятих зобов'язань, незважаючи на отримання більшої частини узгоджених грошей. Говорячи про це, «Sky» повідомив у своїй записці: «Навіть захоплення тим, що Адріано Челентано значить для популярної культури нашої країни, не може бути виправданням більш ніж трирічної затримки, і тому Sky просто поросить Clan Celentano виконати свої зобов'язання». Пізніше «Clan Celentano» відповіли: «Після кількох років напруженої роботи над нашим мультсеріалом „Адріан“ Sky Italia раптово зажадали розірвання контракту, підписаного з нашою компанією, під приводом того, що серіал не одержано в строк», погрожуючи тим самим виконати юридичні процедури для «дотримання зобов'язань, взятих на себе Sky Italia перед нами, і відшкодування всіх збитків, якщо Sky Italia буде продовжувати у тому ж дусі».
Ще у 2012 році, після того, як «Mediaset» організувала два вечори концерту Челентано «Rock Economy», ця телекомпанія також зацікавилася у створенні мультфільму. Тільки влітку 2015 року, після дворічних чуток про юридичні проблеми навколо мультфільму, власник «Mediaset» П'єр Сільвіо Берлусконі оголосив про появу «Адріана» на «Canale 5» навесні 2016 року. Проте, новини про випущений раніше, новий спільний альбом Челентано і Міни «Le migliori», відклали випуск мультсеріалу, який перенесли на 13 перших вечорів лютого 2017 року, однак, і тоді вихід в ефір не відбувся.
Тим часом, в лютому 2012 року, «Clan Celentano» подали позов проти «Mondo TV»: у травні 2017 року суд Мілана відхилив перший позов на 2 мільйони євро від «Mondo TV», лише частково задовольнивши запит «Clan Celentano», таким чином, присудивши «Mondo TV» виплатити 750 000 євро та відсотки іншій стороні.
Після ще двох років відкладання випуску та постійних відстрочок, в липні 2018 року було остаточно оголошено про показ «Адріана» в січні 2019 року на «Canale 5», рекламні ролики транслювалися протягом того ж місяця.

### Учасники
Серіал був задуманий, написаний і курований Адріано Челентано, який також працював над постановкою телешоу, яке передувало мультфільму та займався добіркою сцен.
У «Адріані» також використовувалися численні прославлені колаборації: Міло Манара створив малюнки і анімацію, Нікола Пйовані займався музикою і саундтреком, з залученням Челентано; сценарій створений деякими учнями школи письменницької майстерності «Холден» Алессандро Барікко, в той час як нагляд за текстами доручили Вінченцо Черамі, який помер у 2013 році, мультфільм став його першою посмертною роботою.

### Бюджет
За даними італійської преси, на створення мультфільму «Mediaset» і «Clan Celentano» витратили суму в розмірі від 20 до 28 мільйонів євро.

## Телешоу«Adrian Live — Questa è la storia...»
Перед трансляцією з першого по четвертий епізодів мультсеріалу показувалося живе телешоу «Чекаючи на Адріана» (іт. «Aspettando Adrian») з Театру «Кемплой» у Вероні, головними учасниками якого були такі артисти, як Ніно Фрассіка, Франческо Скалі, Іленія Пастореллі, Наталіно Балассо і Джованні Сторті. Також у телешоу на короткий час з промовами і виконанням пісень з'являвся Адріано Челентано. З п'ятого по останній епізод, які транслювалися з 7 листопада по 5 грудня 2019 року транслювалася решта п'яти епізодів цього телешоу, тоді воно отримало нову назву «Adrian Live — Questa è la storia...», з переписаною програмою і складовою, Челентано вів його особисто з різними гостями-артистами, список яких був розширений.

## Саундтрек
25 січня 2019 року вийшов альбом «Adrian», який містив саундтреки до мультсеріалу, він складається з 23 треків і був опублікований на CD і LP.

## Трансляція
Після четвертого епізоду, який вийшов в ефір у понеділок, 4 лютого 2019 року, наступні два мали транслюватися у вівторок (12 і 19 лютого), потім сьомий, запланований на понеділок 25 лютого, і два останніх — 4 і 5 березня.
6 лютого «Mediaset» і «Clan Celentano» оголосили, що трансляція телешоу «Чекаючи на Адріана» («Aspettando Adrian») і мультсеріалу будуть перервані як мінімум на два тижні через «сезонну хворобу» Адріано Челентано. Проте через два тижні мультсеріал зняли з ефіру й перенесли на осінь, формально через «проблеми зі здоров'ям» Челентано, але на думку різних оглядачів це було викликано низьким рейтингом телепереглядів, які знижувалися під час трансляції від першого до четвертого епізодів. Якщо перегляди першого епізоду склали 19,07% (4.5 мільйони телеглядачів), то перегляди четвертого епізоду склали лише 7,66% (1.5 мільйони). Потім було оголошено, що мультсеріал вийде восени і буде супроводжуватися справжнім телешоу Челентано, більш структурованим, ніж перше «Чекаючи на Адріана», що має привернути більшу увагу публіки.
На презентації програми телемережі «Mediaset» для сезону 2019—2020 років виконавчий директор П'єр Сільвіо Берлусконі підтвердив що до неї включені останні епізоди «Адріана», які будуть транслюватися восени в рамках модифікованого живого шоу, з більшою присутністю Адріано Челентано, анонсувавши його під назвою «Адріано». 7 листопада 2019 року, на тому ж на «Canale 5», була відновлена трансляція решти п'яти епізодів мультсеріалу та супровідного телешоу зі зміниненою назвою «Adrian Live — Questa è la storia...» («Адріан наживо — ця історія...»), яка завершилася 5 грудня того ж року. Рейтинги телепереглядів трансляцій останніх п'яти епізодів мультсеріалу були все такими ж провальними 10.44 % (1.8 мільйони) — 8,90 % (1.5 мільйони) глядачів від загальної аудиторії. Рейтинг телепеглядів супровідного телешоу були вище ніж у мультсеріалу, вони становили 21,92%-8,92% (1-4 епізоди) і 15,41%-11,80% (5-9 епізоди).

## Прийом
Під час першого епізоду шоу «Чекаючи на Адріана» було зареєстровано майже 6 мільйонів глядачів, що складало 21,9 % від загальної телеаудиторії, у той час як мультфільм переглянуло близько 4,5 мільйонів глядачів, що склало 19,1 %; ці дані стали предметом різної критики, зокрема, пов'язаної з поганими темпами шоу: Джорджо Сімонеллі з видання «Il Fatto Quotidiano» писав про мультфільм: «Науково-фантастична оповідь про боротьбу добра і краси проти брутальної, потворної і брудної влади. Незважаючи на добре продуману відверту еротику, гармонійні перегони на велосипедах та відголоски таких фільмів, як „Метрополіс“ та „Той, хто біжить по лезу“, все, що йде після цього, чесно кажучи, мене не дуже схвилювало, щоб про нього ще згадувати», у той час як Алессандра Віталі з «La Repubblica» коментувала: «„Багато галасу з нічого“, — доводиться сказати після передачі „Чекаючи на Адріана“, можливо мультфільм („Адріан“) і сподобається публіці не лише тільки іменами від Манари до Пйовані і Черамі, які згадуються в титрах, але поки що там тільки бігають зображення молодого Челентано з широкими грудьми та великими м'язами, а також Клаудія Морі із завидними сідницями, які обвіває вітер».
Різка критика прозвучала також від Альдо Ґрассо, який на сторінках «Корр'єре делла Сера» написав: «Челентано надто замкнений в собі, щоб уявити собі майбутнє. І хоча в „Адріані“ ми опиняємося у 2068 році, де корумпована держава править шляхом обману та нівеляції цінностей, що є класичним сценарієм для будь-якої антиутопії, оповідь обертається довкола самої себе, як годинник, вона автореференційна: „Годинникар, що рятує світ“. Що ж стосується прологу з живим актором, то перш, ніж рятувати світ, варто було рятувати свою зовнішність». Той самий Міло Манара в своєму пості у Facebook намагався дистанціюватися від мультфільму, зауваживши, що «як відомо всім, хто займається анімаційним кіно, ці малюнки слід було використати як зразок для реалізації реальної анімації. Я усвідомлюю, що той факт, що деякі малюнки мого розкадрування потрапили до фінальної версії мультфільму, хоча не були для цього призначені, ще більше все заплутали. На жаль, це було не моє рішення, щоб їх використати, і сам я міг лише висловити своє збентеження з цього приводу». З'явилася збентеженість через те, що Манара не підвівся зі свого місця під час презентації Адріана: з'явилися сумніви, що художник-ілюстратор просто забув висловити своє ставлення як тоді, коли побачив кінцевий результат в студії пост-продакшн «Колоньйо Монцезе» на початку січня (тож неминучими були чутки в театрі «Камплой ді Верона», де щопонеділка знімається частина вистави, яку демонструють наживо), так і тоді, коли в нього брали інтерв'ю для реклами мультфільму.
У наступні дні критика стала ще жорсткішою: журналіст Мауріціо Костанцо рішуче розкритикував задум Челентано, заявивши таке: «Коли приймаєш рішення створити програму про свою власну роботу, то тут треба бути скромним, а не виявляти самовпевненість, треба будувати її за канонами телебачення, як то зробив Аль Бано, але цього не зробив Челентано». На сторінках часопису «Оджі» («Сьогодні») Дон Бакі висловився ще різкіше: «Цієї миті я чекав 50 років. Я впевнений, що цей фільм не завоює свого місця у публіки. Це просто повна калька фільму „Джоан Луй“ з 80-их років, який і сам був провальним».
Після того, як програма повернулася в ефір в листопаді 2019 року, її критика тривала, незважаючи на спроби «Mediaset» підвищити її рейтинги. Луїджі Креспі писав в «Huffington Post»: «Цього разу страх перед новизною призвів його (Адріано) до помилки. Намагаючись змінитися за будь-яку ціну, він втратив свою ідентичність, свою впізнаваність, свою унікальність. Сподіваюся помилково, а не свідомо, роздутий продукт, про який прогуділи всі вуха, неодноразово був відкинутий публікою. І все це назважаючи на те, що були задіяні потужні сили сьогоднішнього телебачення, незважаючи на зменшення ролі комічного та інші зміни в порівнянні з оригінальним форматом, який був справжнім провалом».

## Критика
Під час своєї трансляції мультсеріал був предметом численних суперечок, пов'язаних з його темами і тим як він створений:
- Серіал був підданий великій критиці через численні еротичні сцени, присутні в першому епізоді мультфільму, він транслювався в прайм-тайм з обмеженою віковою категорією, частота еротичних сцен потім зменшилася в наступних епізодах.[39]

- Також було багато критики з приводу вибору місця подій, представленого Неаполем 2068 року з величезним хмарочосом, ідентифікованим як штаб-квартира компанії під назвою «Мафія Інтернешнл», очолюваної безжалісним «Дрангенштейном» (союзом між Ндрангетою і Франкенштейном).[40][41] Багато-хто сприйняв це як стереотипне поєднання міста із загальними місцями, що робить з Неаполя виключно «столицю організованої злочинності».[40][42] Через це порівняння асоціація профспілок Неаполя «Noi Consumatori» оголосила судовий позов проти телеканалу-транслятора серіалу і Челентано.[43][44] Крім того, перший епізод закінчився приблизно за годину до початку запланованого часу, що змусило «Mediaset» швидко змінити програму.[45]

- Натомість інші критичні моменти стосувалися можливої участі у виробництві серіалу студії «SEK», яка відзначається відверто лібертаріанським підходом, — хоча вона навіть не згадується в титрах, варто зауважити, що згадана там інша студія (мова йде про «China Beijing New Century Wit Technologies») має зв'язки з Північною Кореєю.[46][47][48]

- На перших шпальтах багатьох газет повідомлялося про обурення громадськості щодо вини жертв у другому епізоді, в якому Адріан, переодягнутий у Лиса, лає на двох дівчат, яких врятував від нападу і вживає таку фразу: «Якби ви випили на кілька чарок менше, то могли б уникнути зіткнення з такими типами».[49][50] 18 лютого 2019 року Мішель Хунцікер в інтерв'ю часопису «Leggo» пояснила, що відмовилася від участі в шоу через велику дезорганізацію в роботі, незважаючи на те, що Челентано приєднався до критики щодо «вини» дівчат у другому епізоді.[51]

## Випуск і телерейтинг
| Епізод | Дата              | Адріан      | Адріан   |
| Епізод | Дата              | Телеглядачі | Відсоток |
| ------ | ----------------- | ----------- | -------- |
| 1      | 21 січня 2019     | 4.544.000   | 19,07 %  |
| 2      | 22 січня 2019     | 2.887.000   | 13,26 %  |
| 3      | 28 січня 2019     | 2.038.000   | 10,55 %  |
| 4      | 4 лютого 2019     | 1.527.000   | 7,66 %   |
| 5      | 7 листопада 2019  | 1.859.000   | 10,44 %  |
| 6      | 14 листопада 2019 | 1.527.000   | 8,70 %   |
| 7      | 21 листопада 2019 | 1.485.000   | 9,60 %   |
| 8      | 28 листопада 2019 | 1.263.000   | 8,35 %   |
| 9      | 5 грудня 2019     | 1.517.000   | 8,90 %   |
| Медіа  | Медіа             | 2.072.000   | 10,73 %  |